# 第一代葛拉夫頓公爵亨利·斐茲洛伊
亨利·斐茲洛伊（英語：Henry FitzRoy，1663年9月28日—1690年10月9日），生於英國倫敦，是第一代葛拉夫頓公爵，英王查理二世與芭芭拉·帕門爾的私生子。

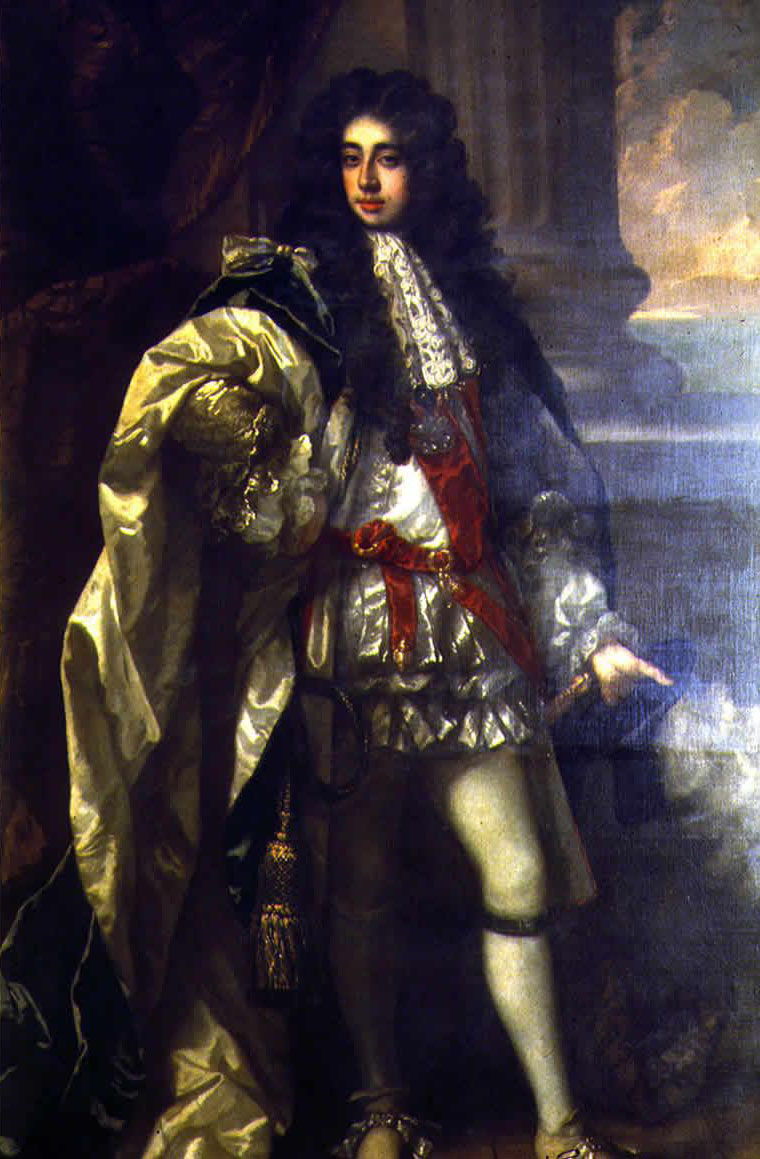

## 生平
1684年亨利加入海軍，並參與了圍攻盧森堡的戰役。
1688年他在光榮革命中支持奧蘭治的威廉，聯手罷黜叔父詹姆斯二世。

### 逝世
1690年葛拉夫頓公爵參加愛爾蘭的威廉戰爭，於圍攻科克的軍事行動中陣亡。

## 家庭與後裔
1672年，葛拉夫頓公爵與伊莎貝拉·貝涅結婚，兩人的獨子查爾斯於1683年出生。
威爾斯王妃黛安娜是葛拉夫頓公爵的後代。

## 影響
他的領地後來發展成都柏林的主要地區，該地區有一條葛拉夫頓街以之為名。